# Cantata BWV Anh 20
La Cantata BWV Anh 20 è una composizione di Johann Sebastian Bach.

## Storia
Pochissimo si sa di questa cantata, di cui non si conosce neanche il titolo, essendo andato perduto sia il testo che la musica. Sappiamo solo che si trattava di un'ode in latino per festeggiare il compleanno del duca Federico II di Sassonia-Gotha-Altenburg.